# Ukonselkä (sjö)
Ukonselkä är en sjö i Finland.   Den ligger i landskapet Birkaland, i den södra delen av landet, 220 km norr om huvudstaden Helsingfors. Ukonselkä ligger 102 meter över havet.